# Drosophila bandeirantorum
Drosophila bandeirantorum este o specie de muște din genul Drosophila, familia Drosophilidae, descrisă de Theodosius Grigorievich Dobzhansky și Pavan în anul 1943. Conform Catalogue of Life specia Drosophila bandeirantorum nu are subspecii cunoscute.